# Динар Южного Йемена
Динар Южного Йемена (араб. دينار‎) — национальная валюта Федерации Южной Аравии и Народной Демократической Республики Йемен, равная 1000 филсам. Находилась в обороте с 1965 по 1996 год. После объединения Северного и Южного Йемена являлся одной из национальных валют до 1996 года, имея хождение наряду с северо-йеменским риалом (после объединения страны — йеменский риал).

## История
До 1951 года в британской колонии Аден обращались индийская рупия и восточноафриканский шиллинг. В 1951 году единственным законным платёжным средством в Адене объявлен восточноафриканский шиллинг.
В 1959 году была образована Федерация Арабских Эмиратов Юга, преобразованная в 1962 году в Федерацию Южной Аравии. Аден вошёл в состав федерации в 1963 году. В апреле 1965 года в обращение был выпущен южноаравийский динар, эмиссию которого производило Валютное управление Южной Аравии. Восточноафриканские шиллинги обменивались на динары до 1 июля 1965 года в соотношении: 20 шиллингов = 1 динар. Динар был приравнен к фунту стерлингов.
После провозглашения в 1967 году Народной Республики Южного Йемена (переименованной в 1970 году в Народно-Демократическую Республику Йемен) эмиссионные функции продолжало выполнять Валютное управление Южной Аравии, но денежная единица законом от 27 августа 1968 года была переименована в южнойеменский динар и установлено его золотое содержание в 2,13281 г, действовавшее до апреля 1978 года. Банкноты продолжали выпускаться прежнего образца, в 1971 году выпущена новая монета в 5 филсов.
В 1972 году учреждён Банк Йемена, которому были переданы эмиссионные функции. Динар вновь переименован, получив название «йеменский динар». В 1973 году выпущены новые монеты в 21⁄2 и 5 филсов, позже были выпущены монеты других номиналов. Выпуск банкнот Банка Йемена начат в 1984 году.
После объединения в 1990 году Йеменской Арабской Республики и Народно-Демократической Республики Йемен в обращении на всей территории страны остались как риал Северного Йемена, так и динар НДРЙ, приравненные в соотношении 26 динаров за 1 риал. В 1993 году начат выпуск новых денежных знаков объединённого Йемена, а в 1996 году динар изъят из обращения и йеменский риал стал единственной валютой страны.

## Монеты
Чеканились монеты:
- Южной Аравии (с датой 1964): 1, 5, 25, 50 филсов[2];
- Народно-Демократической республики: 21⁄2, 5, 10, 25, 50, 100, 250 филсов, а также памятные монеты из драгоценных металлов в 2, 5 и 50 динаров[3].

## Банкноты
Выпускались банкноты:
- Валютного управления Южной Аравии: 250, 500 филсов, 1, 5, 10 динаров;
- Банка Йемена: 500 филсов, 1, 5, 10 динаров[4].

| Серия 1965—1984 годов                           | Серия 1965—1984 годов | Серия 1965—1984 годов | Серия 1965—1984 годов | Серия 1965—1984 годов | Серия 1965—1984 годов | Серия 1965—1984 годов                        | Серия 1965—1984 годов |
| Изображение                                     | Изображение           | Номинал               | Размеры (мм)          | Основные цвета        | Описание              | Описание                                     | Годы выпуска          |
| Лицевая сторона                                 | Оборотная сторона     | Номинал               | Размеры (мм)          | Основные цвета        | Лицевая сторона       | Оборотная сторона                            | Годы выпуска          |
| ----------------------------------------------- | --------------------- | --------------------- | --------------------- | --------------------- | --------------------- | -------------------------------------------- | --------------------- |
|                                                 |                       | 250 филс              | 133×70                | коричневый            | Аден                  | Финиковая пальма                             | 1965                  |
|                                                 |                       | 500 филс              | 148×82                | серый, жёлтый         | Аден                  | Финиковая пальма, пшеница                    | 1965                  |
|                                                 |                       | 500 филс              | 146×83                | серый, жёлтый         | Аден                  | Финиковая пальма, пшеница                    | 1984                  |
|                                                 |                       | 1 динар               | 152×89                | синий                 | Аден                  | Финиковая пальма, хлопковая ветка            | 1965                  |
|                                                 |                       | 1 динар               | 152×89                | синий                 | Аден                  | Финиковая пальма, хлопковая ветка            | 1984                  |
|                                                 |                       | 5 динаров             | 159×95                | бордовый              | Аден                  | Финиковая пальма, просо и хлопковая ветка    | 1965                  |
|                                                 |                       | 5 динаров             | 159×95                | бордовый              | Аден                  | Финиковая пальма, просо и хлопковая ветка    | 1984                  |
|                                                 |                       | 10 динаров            | 165×95                | коричневый, зелёный   | Аден                  | Финиковая пальма, хлопок, кукуруза и пшеница | 1965                  |
|                                                 |                       | 10 динаров            | 165×95                | коричневый, зелёный   | Аден                  | Финиковая пальма, хлопок, кукуруза и пшеница | 1984                  |
| Масштаб изображений — 1,0 пикселя на миллиметр. |                       |                       |                       |                       |                       |                                              |                       |